# الأردن في الألعاب الآسيوية الشاطئية 2008
شاركت الأردن في دورة الألعاب الشاطئية الآسيوية في عام 2008 التي أقيمت في بالي، إندونيسيا، في الفترة الممتدة من 18 أكتوبر 2008 إلى 26 أكتوبر 2008. وحصلت على ميدالية فضية واحدة.